# Хаслер, Маркус
Ма́ркус Ха́слер (нем. Markus Hasler; род. 3 октября 1971, Эшен) — бывший лихтенштейнский лыжник, участник пяти Олимпиад.

## Карьера
Заниматься лыжными гонками начал в 1979 году в восьмилетнем возрасте. Несколько лет спустя оказался в составе домашнего лыжного клуба UWV Eschen. 
В 1992 году дебютировал на Кубке мира, где на этапе в Лахти показал 54-е время в пятнадцатикилометровой гонке. Спустя две недели в норвежском Ванге показал 29-й результат в марафоне, заработав первые кубковые очки. За время своей карьеры принял участие в пяти Олимпиадах и восьми чемпионатах мира. Лучший результат на Олимпиадах — 11-е место в дуатлоне на Играх в Турине, а на чемпионатах мира — 4-е место в аналогичной гонке на первенстве 2003 года в Валь-ди-Фьемме.
Единственный подиум этапа Кубка мира Хаслер завоевал в декабре 2001 года в итальянской Конье, где он стал третьим в спринтерской гонке. 
Несколько раз принимал участие в стартах Кубка мира по марафону, которые проводились под эгидой FIS. В этих стартах в активе лихтенштейнца также одно призовое место — третье в швейцарском марафоне Engadin Skimarathon.

## Выступления на Олимпийских играх
| Игры                | Дата       | Дистанция                 | Место |
| ------------------- | ---------- | ------------------------- | ----- |
| Альбервилль 1992    | 9 февраля  | 30 км, классика           | 43    |
| Альбервилль 1992    | 13 февраля | 10 км, классика           | 45    |
| Альбервилль 1992    | 15 февраля | 10 + 15 км, преследование | 36    |
| Лиллехаммер 1994    | 14 февраля | 30 км, коньковый стиль    | 21    |
| Лиллехаммер 1994    | 17 февраля | 10 км, классика           | 55    |
| Лиллехаммер 1994    | 19 февраля | 10 + 15 км, преследование | 39    |
| Нагано 1998         | 9 февраля  | 30 км, классика           | 35    |
| Нагано 1998         | 12 февраля | 10 км, классика           | 20    |
| Нагано 1998         | 14 февраля | 10 + 15 км, преследование | 35    |
| Солт-Лейк-Сити 2002 | 9 февраля  | 30 км, коньковый стиль    | 25    |
| Солт-Лейк-Сити 2002 | 14 февраля | 10 +10 км, дуатлон        | 26    |
| Солт-Лейк-Сити 2002 | 19 февраля | Спринт, коньковый стиль   | 12    |
| Солт-Лейк-Сити 2002 | 23 февраля | 50 км, классика           | 36    |
| Турин 2006          | 12 февраля | 15+ 15 км, дуатлон        | 11    |
| Турин 2006          | 26 февраля | 50 км, коньковый стиль    | 39    |